# Maurice Bouquet
Pour les articles homonymes, voir Bouquet.
Maurice Bouquet, né le 25 mars 1963 à Chadrac, est un footballeur français, évoluant comme milieu de terrain dans les années 1980 et 1990 puis reconverti entraîneur et directeur sportif.
Maurice Bouquet commence sa carrière au COP Le Puy. Il est ensuite joueur professionnel en première division française pendant dix ans dont six à au Brest Armorique FC. Il rejoint l'AS Saint-Étienne en 1991 puis le FC Martigues deux ans plus tard.
Maurice Bouquet fait son retour à l’USF Le Puy et y devient entraîneur-joueur en 1995, avant de raccrocher les crampons trois ans plus tard et reste sur le banc jusqu'en 2002. Il entraîne ensuite Mende et Montélimar. En 2009, Maurice intègre le Blois Foot 41. Il est d'abord l'entraîneur général et gère, pendant trois ans, l’équipe fanion qui vient d’accéder en CFA 2 puis devient uniquement le directeur technique du club. En 2019, il rejoint le C'Chartres en tant que responsable jeunes.

## Biographie

### Débuts en amateur
À seize ans, Maurice Bouquet joue déjà en troisième division au CO Puy-en-Velay.
Il rejoint le Véloce vannetais en 1984. En parallèle, il travaille au Crédit agricole et se voit faire une carrière dans cette fonction. Après un doublé contre le Brest Armorique, ce club alors en première division l'observe et le recrute en fin de saison.

### Sept ans à Brest
Repéré à Vannes, Maurice Bouquet s'engage avec le Brest-Armorique en tant que stagiaire professionnel en 1985. Il fait ses débuts en première division face au RC Lens en septembre 1985, défaite 0-1.
Maurice Bouquet reste sept saisons à Brest et évolue aux côtés de joueurs de renom tels que Paul Le Guen, Yvon Pouliquen, Roberto Cabañas, David Ginola, Vincent Guérin ou encore Patrick Colleter. Pour autant, Maurice ne sort jamais de l’équipe en dépit de tous ces joueurs et devient même capitaine.
Solide milieu de terrain offensif de formation, il occupe tous les postes à Brest : n° 10, n° 8, n° 6 et même libéro. 
En 1990, Brest et son président refusent une offre de l'Olympique de Marseille pour Bouquet. 
En 1991, plombé par sa trésorerie, le club est tout d’abord rétrogradé en D2, puis en D3. Si Bouquet commence la saison en D2, le déclassement met fin à ses années brestoises. 

### Passages par Saint-Étienne et Martigues
Alors que Lille et Auxerre le pistent, Maurice Bouquet s'engage avec l’AS Saint-Étienne, qui reste son club de cœur malgré ses années bretonnes. Après seulement deux années sous le maillot vert, Bouquet n'entre plus dans les plans du nouvel entraîneur stéphanois, Jacques Santini. À Saint-Étienne, il se lie d'amitié avec Gérard Soler.
En 1993, il rejoint le FC Martigues qui vient d'accéder à la première division. Il évolue au plus haut niveau encore deux ans avant de rentrer chez lui, au Puy-en-Velay, comme entraîneur-joueur. Il raccroche définitivement les crampons en 1998.

### Entraîneur
Au terme de sa carrière professionnelle, en 1995, Maurice Bouquet revient entraîner le club de ses débuts, au Puy-en-Velay, en Division d'honneur. Dans un premier temps, il tient le rôle d’entraîneur-joueur. Après trois saisons, le club monte en CFA 2 et Maurice Bouquet raccroche les crampons, ne gardant que le rôle d'entraîneur.
Il entraîne ensuite Mende puis Montélimar où il passe ses diplômes de formateur.

### Directeur sportif
En 2009, Maurice Bouquet rejoint le Blois Football 41 avec un contrat de trois ans. À son arrivée, il est entraineur général et dirige l’équipe fanion en CFA 2, tout cela avec plusieurs missions : mettre en place un nouvel organigramme et structurer le club. Le premier exercice voit l'équipe être reléguée. Pensant démissionner malgré ses deux années de contrat, l'entraineur est maintenu en poste. Le président déclare alors : « Il y a échec sportif car l'équipe descend mais le travail dans la reconstruction de l'organigramme, dans l'animation et le suivi est excellent ». En 2010-2011, l'équipe est vice-championne régionale, insuffisant pour remonter au niveau national.
Maurice Bouquet devient alors uniquement le directeur technique du club blésois et gère toute la partie technique ainsi que l’ensemble des éducateurs. Un tel poste est alors rare pour un club dont l'équipe première évolue au niveau régional. Responsable de la politique sportive, il permet au club de former ses propres joueurs et les incorporer dans l'équipe fanion. Au terme de la saison 2014-2015, le club est le onzième meilleur club de France au niveau des jeunes.
Après dix années au BF41, Maurice Bouquet rejoint le C' Chartres en 2019, né un an auparavant et présidé par son ami Gérard Soler. Son nouveau club compte 900 licenciés et donc des équipes et des éducateurs en grand nombre. Son travail est de structurer le club à tous les niveaux pour que le fonctionnement soit compatible avec les objectifs d'alimenter l'équipe fanion en jeunes du club et la faire monter en National.

## Statistiques
Maurice Bouquet dispute 302 matchs avec Brest, Saint-Étienne, Martigues. Le bilan de sa carrière professionnelle s'élève à 269 matchs joués en Division 1, pour seize buts marqués, et 33 matchs en Division 2.
| Saison                | Club                  | Championnat           | Championnat | Championnat | Coupe(s) nationale(s) | Coupe(s) nationale(s) | Total | Total |
| Saison                | Club                  | Division              | M.          | B.          | M.                    | B.                    | M.    | B.    |
| 1985-1986             | Brest Armorique FC    | D1                    | 27          | 2           | 5                     | -                     | 32    | 2     |
| 1986-1987             | Brest Armorique FC    | D1                    | 37          | 4           | 5                     | 1                     | 42    | 5     |
| 1987-1988             | Brest Armorique FC    | D1                    | 36          | 3           | 1                     | -                     | 37    | 3     |
| 1988-1989             | Brest Armorique FC    | D2                    | 33          | -           | 6                     | 2                     | 39    | 2     |
| 1989-1990             | Brest Armorique FC    | D1                    | 35          | -           | 1                     | -                     | 36    | 0     |
| 1990-1991             | Brest Armorique FC    | D1                    | 36          | 2           | 3                     | 1                     | 39    | 3     |
| Sous-total            | Sous-total            | Sous-total            | 204         | 11          | 21                    | 4                     | 225   | 15    |
| 1991-1992             | AS Saint-Étienne      | D1                    | 18          | -           | 3                     | -                     | 21    | 0     |
| 1992-1993             | AS Saint-Étienne      | D1                    | 15          | 1           | -                     | -                     | 15    | 1     |
| Sous-total            | Sous-total            | Sous-total            | 33          | 1           | 3                     | 0                     | 36    | 1     |
| 1993-1994             | FC Martigues          | D1                    | 28          | 3           | 1                     | -                     | 29    | 3     |
| 1994-1995             | FC Martigues          | D1                    | 37          | 1           | 3                     | -                     | 40    | 1     |
| Sous-total            | Sous-total            | Sous-total            | 65          | 4           | 4                     | 0                     | 69    | 4     |
| Total sur la carrière | Total sur la carrière | Total sur la carrière | 302         | 16          | 28                    | 4                     | 330   | 20    |